# Jean Grivel
Jean Grivel, seigneur de Perrigny, (15 mars 1560-14 octobre 1624) est un juriste, parlementaire et diplomate du comté de Bourgogne, alors partie des possessions de la monarchie espagnole et terre du Saint-Empire romain germanique.

## Biographie
Jean Grivel est né à Lons-le-Saunier, le 15 mars 1560, de Christophe Grivel et Adrienne de Pariset d'une vieille famille noble comtoise.  Il étudie à l'université de Dole ou il devient docteur en droit et épouse Jeanne Tricornet.  Par la suite, il devient avocat au parlement de Dole et depuis 1599 conseiller du même parlement. 
Il fera partie de la résistance contre l'invasion française de la Franche-Comté pendant la guerre franco-espagnole en 1595. Le journal qu'il a écrit sur le conflit fut publié en 1865. 
Le 21 mars 1599, il est nommé conseiller au Parlement de Dole et, le 11 janvier 1608, conseiller et maître des requêtes au Conseil privé de Bruxelles. Son volume des décisions judiciaires du Parlement, est publié pour la première fois en 1618, puis réimprimé en 1623, 1631, 1660, 1663 et 1731. Il y commente le droit, les coutumes de la Franche-Comté. Après la mort de Jean Richardot en 1609, il prend la direction des affaires de l'État en Bourgogne.  
Il meurt à Bruxelles le 14 octobre 1624 et est inhumé en l'église Saint-Géry. Il laisse dans le deuil trois fils : Claude, qui suit ses traces en tant que juge ; Albert, devenu prieur de Saint-Désiré à Lons-le-Saunier ; et Ferdinand, qui a servi comme commandant de cavalerie pendant la guerre de quatre-vingts ans.

## Travaux
- Decisiones celeberrimi sequanorum Senatus Dolani (Anvers, Jan van Keerbergen, 1618)[5].
- Journal de Jean Grivel, Seigneur de Perrigny, édité par Achille Chereau (Lons-le-Saunier, 1865)[6].